# Замиар, Каталин
Каталин Замиар (англ. Katalin Zamiar; род. 12 августа 1971 или 14 августа 1973, Чикаго, Иллинойс) — американская актриса, международный фитнес-тренер, спортивная журналистка и мастер боевых искусств кубинского происхождения.

## Биография
Каталин Замиар родилась 12 августа 1971 года в Чикаго, штат Иллинойчс в семье Томаса Замиара. Окончила Иллинойсский университет в Урбане-Шампейне на факультете антропологии, некоторое время работала судмедэкспертом. С 1982 года Каталин занималась различными видами боевых искусств, в том числе — израильским военным рукопашным боем и смешанными боевыми искусствами.
В 1993 году Каталин сыграла трёх женских персонажей Китану, Милену и Джейд в видеоигре  Mortal Kombat II. В 1995 году Замиар исполняла роль одного из бойцов в Thea Realm Fighters, но игра так и не была выпущена. В 1997 Замиар, как и некоторые её коллеги-актёры из Mortal Kombat II, подала иск против Midway Games из-за того, что они не платили актёрам проценты с продаж домашних портов игры (так называемые «роялти»), однако компания выиграла судебный процесс.
В 2014 году, в честь двадцатилетия MK-II, Каталин Замиар вместе с остальными актёрами появилась на мероприятии под названием Galloping Ghost Arcade.

## Личная жизнь
В 90-х встречалась с Хо Сунг Паком, исполнителем роли Лю Кенга в Mortal Kombat.

## Фильмография
- Книга мечей (2007)  — женщина-ниндзя